# Xiaohongshu
Xiaohongshu (также известное как Little Red Book (с китайского как «маленькая красная книга»), rednote или RED)— популярное китайское мобильное приложение, которое сочетает в себе функции социальной сети, платформы для обмена фото и видео и электронной коммерции. Соцсеть имеет более 300 млн активных пользователей в месяц. По состоянию на февраль 2025 года не поддерживает интерфейс на русском языке.
Запущенное в 2013 году, приложение изначально задумывалось как платформа для обмена опытом покупки товаров за границей и было популярно лишь в Азии, но со временем эволюционировало в многофункциональную экосистему.
Xiaohongshu был назван «ответом Китая на Instagram». По состоянию на 2020 год 70 % пользователей платформы, как сообщается, родились после 1990 года и почти 70 % из них — женщины. В январе 2025 года приложение получило приток новых пользователей из Соединенных Штатов и других частей мира из-за ожидаемого закрытия TikTok в США в соответствии с Законом о запрете контролируемых «врагами» соцсетей.
Приложение позволяет пользователям создавать и публиковать короткие посты, фотографии и видео о различных популярных продуктах. В своих блогах пользователи делятся своим мнением, дают советы и рекомендации. Служит не только платформой для обмена контентом, но и местом для покупок — пользователи могут легко находить и приобретать товары, которые были рекомендованы другими пользователями или даже известными личностями. Бренды активно используют приложение для продвижения своих товаров и услуг. Разработчики приложения активно сотрудничают с инфлюенсерами для создания контента, которые будут способствовать улучшению имиджа и увеличению продаж. В приложении также активно работают алгоритмы, которые подбирают контент для пользователей на основании их интересов и взаимодействия с платформой.

## История
Компания Xiaohongshu была основана в 2013 году как онлайн-гид для китайских покупателей, предоставляющий пользователям платформу для ознакомления с товарами и обмена впечатлениями от покупок с сообществом. В 2015 году Xiaohongshu открыла собственные склады в Шэньчжэне, Гуандуне и Чжэнчжоу.
6 июня 2017 года компания провела фестиваль покупок, посвященный своей четвертой годовщине, в ходе которого выручка от продаж превысила 100 миллионов юаней за два часа, а приложение в тот день заняло первое место в App Store в категории «Покупки».
В июне 2018 года Alibaba Group и Tencent инвестировали в компанию 300 миллионов долларов США при оценке в 3 миллиарда долларов США.
Из-за раннего внимания платформы к тенденциям моды и красоты, в первые годы существования компании ее пользователями были преимущественно женщины. Согласно отчету, опубликованному в апреле 2021 года, 90 % пользователей Xiaohongshu были женщинами. Приложение привлекло состоятельных пользователей-женщин поколения Z в городских районах Китая в качестве альтернативы Instagram, который заблокирован в стране. Впоследствии компания скорректировала свою корпоративную стратегию, чтобы привлечь больше пользователей мужского пола для поддержания роста компании. В 2021 году компания объявила, что платформа будет продвигать контент для пользователей мужского пола. К 2022 году 30 % пользователей Xiaohongshu составляли мужчины.
В 2023 году Sequoia China купила акции компании в результате нескольких раундов стоимостью 14 миллиардов долларов.
По данным Financial Times, примерно в июле 2024 года Xiaohongshu завершила раунд продажи существующих акций новым и бывшим инвесторам, который оценил компанию примерно в 17 миллиардов долларов. В этом раунде приняли участие известные венчурные инвесторы, включая DST Global, HongShan (ранее Sequoia China), Hillhouse Investment, Boyu Capital и CITIC Capital. Платформа, которая уже имеет значительную поддержку со стороны китайских технологических гигантов Tencent и Alibaba, достигла прибыльности в 2023 году с чистой прибылью в размере 500 миллионов долларов при выручке в 3,7 миллиарда долларов. Платформа приносит доход в основном за счет рекламы, особенно косметических брендов. Однако он сталкивается с проблемами, поскольку многие пользователи покупают рекомендованные товары на других платформах, таких как Taobao и Tmall, что ограничивает потенциал Xiaohongshu в области прямой электронной коммерции. Несмотря на наличие большой пользовательской базы, насчитывающей более 300 миллионов активных пользователей в месяц с высокой вовлеченностью, общий доход остается значительно ниже, чем у Douyin (TikTok).

### Приток американских пользователей в 2025 году
В январе 2025 года запрет TikTok в США заставил многих американских пользователей искать альтернативу TikTok, что привело к значительному увеличению загрузок Xiaohongshu. 14 января это было самое загружаемое бесплатное приложение в App Store, а #TikTokRefugee стал популярной темой, в которой предыдущих пользователей TikTok называли беженцами. Реакция на приток американских пользователей в Китае была неоднозначной, поскольку государственная телекомпания China Central Television (CCTV) поддержала этот приток в то время как некоторые китайские блогеры предостерегали от американского влияния.